# 巴夫勒尔
巴夫勒尔（法語：Barfleur，發音：[baʁflœʁ]），法国西北部市镇，位于诺曼底大区芒什省，隶属于瑟堡区，其市镇面积为0.6平方公里，是该省面积最小的市镇；2022年1月1日时人口数量为545人，在法国市镇中排名第15,567位（2022年）。
巴夫勒尔位于芒什省东北部，科唐坦半岛东北的一处海角上，历史上曾为拉芒什海峡南岸的重要港口，多条公路在此交汇。

## 地名来源
根据当地官方网站的论述，“Barfleur”一名出自古诺斯语，该名称的含义尚缺乏官方解释。
巴夫勒尔所处区域历史上可能曾通行诺曼语，“Barfleur”对应的诺曼语名称为“Barflleu”。2015年，巴夫勒尔安装了双语路牌，成为诺曼底地区首个安装双语路牌的市镇。
此外，因翻译标准不同，“Barfleur”在部分汉语资料中又被译为巴弗勒。

## 历史

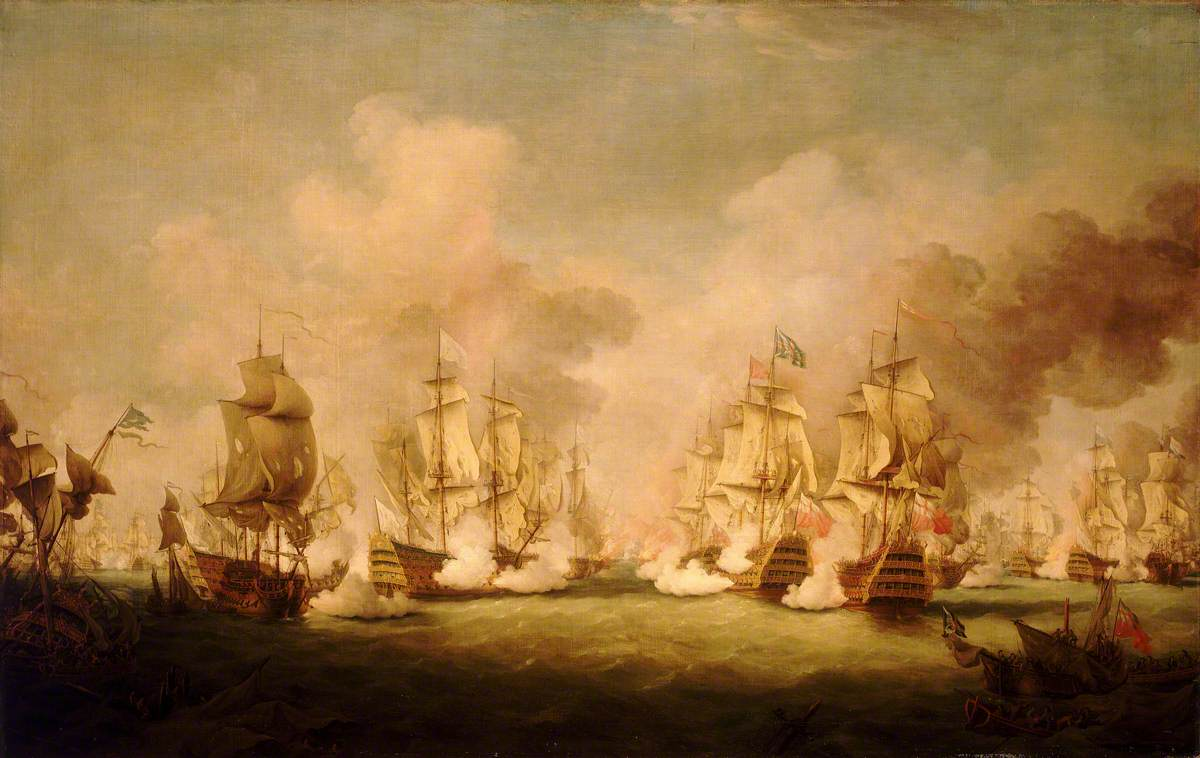
巴夫勒尔战役（绘画）

巴夫勒尔的早期历史尚不清楚。根据当地官方网站的论述，公元十世纪时维京人入侵诺曼底地区。公元911年，诺曼底成为一个独立公国，巴夫勒尔所处的科唐坦半岛亦于933年并入诺曼底。公元十一世纪时，佛兰德的玛蒂尔达在巴夫勒尔铸造名为“Mora”的船只，后者被征服者威廉使用并由此于1066年登陆英格兰。此后，巴夫勒尔成为科唐坦半岛的主要轮渡港口。1120年，巴夫勒尔附近发生白船事件，搭乘此船的英格兰王位继承人威廉·艾德林遇难，此事使得英格兰陷入长达15年的无政府状态。1204年，巴夫勒尔及诺曼底并入法兰西王国。1346年，爱德华三世率军从巴夫勒尔附近登陆并占领了科唐坦半岛。1692年5月29日，英荷联军在巴夫勒尔附近与法军发生拉乌格战役（又称“巴夫勒尔战役”），双方共有近3,700名士兵遇难，数艘船只被击沉。法国大革命后，巴夫勒尔成为芒什省的一个市镇。蒙法维尔曾于1804年并入巴夫勒尔，后于1831年再次独立。1860年2月17日，美籍船只“Luna”在巴夫勒尔附近沉没，造成101人遇难。十九世纪末，连接巴夫勒尔的瑟堡—巴夫勒尔铁路和瓦洛涅—圣瓦—巴夫勒尔铁路相继建成通车，后因公路兴起而逐渐废弃。第二次世界大战期间，巴夫勒尔被纳粹德军占领，后于1944年6月21日被盟军解放。

## 地理

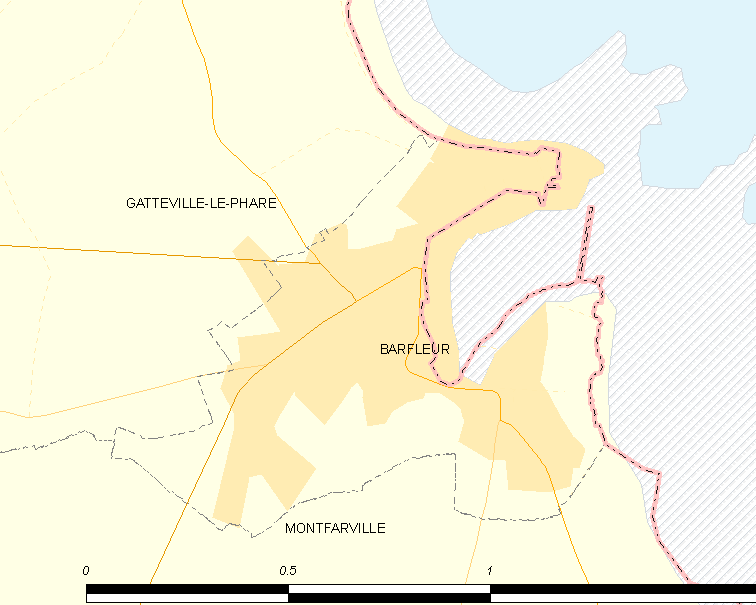
巴夫勒尔市镇范围地图

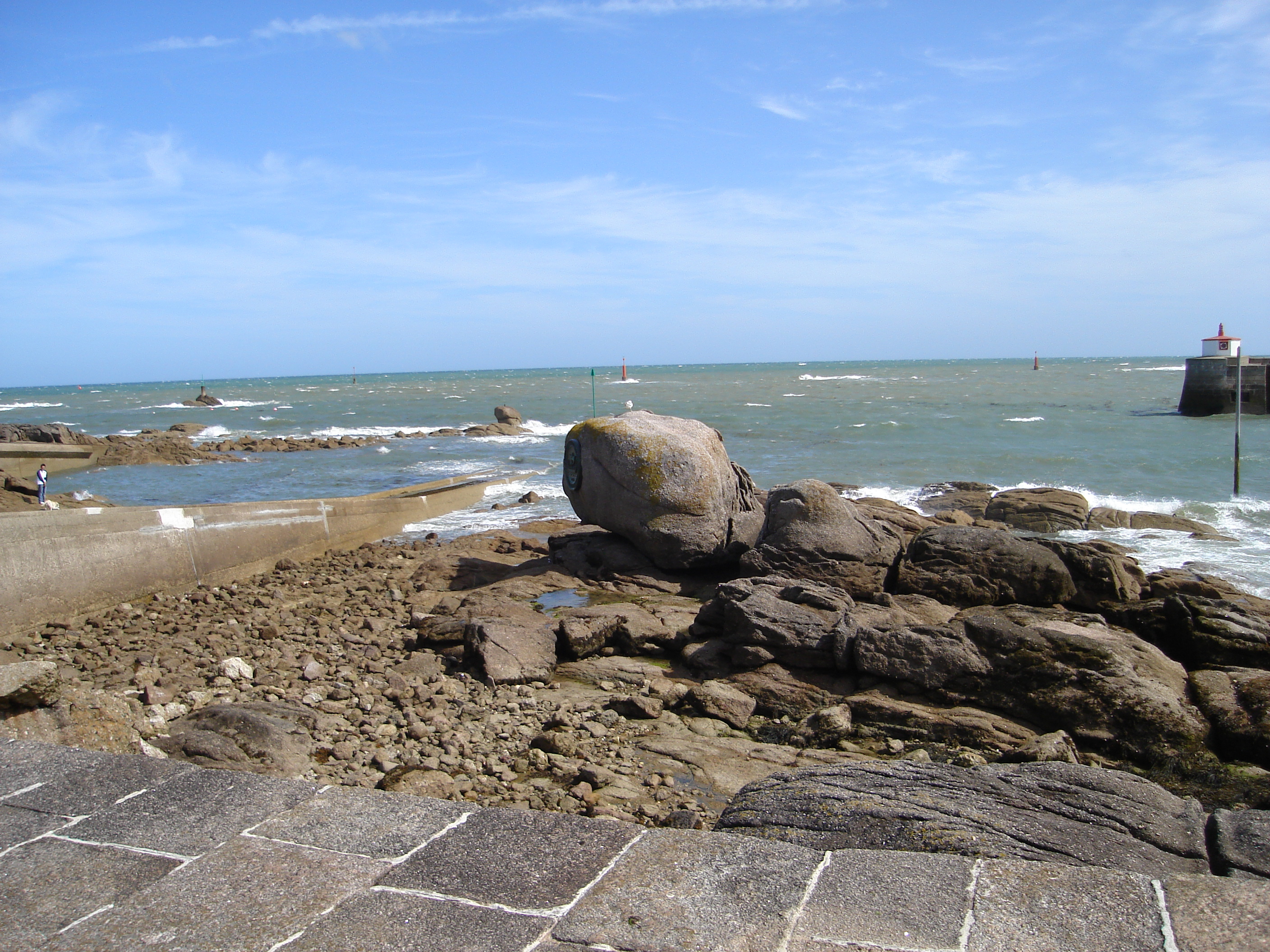
一处海滩

巴夫勒尔位于法国西北部，诺曼底大区西北部和芒什省东北部，距离省会圣洛大约85公里。加特维尔勒法尔和蒙法维尔两个市镇与巴夫勒尔通过陆地接壤。

### 地形
巴夫勒尔位于科唐坦半岛东北部的一处海角外侧，境内以平地为主，市镇中心地势较为平坦，全境海拔在0到8米之间。

### 水文
普朗克溪（ruisseau de la Planque）自西南向东北流经巴夫勒尔市镇南界和东南界并在此注入拉芒什海峡。

### 植被
巴夫勒尔属于温带阔叶混交林区，林地散落分布于市镇范围内的多个区域，镇中心南侧的奥斯定会花园（Jardin des Augustins）是当地的一处主要城市绿地。
在鲜花城市的评比中，巴夫勒尔暂未被评级。

### 自然灾害
巴夫勒尔的地震危险度等级为2级，属于低危险；氡辐射等级为3级，属于高危险。1982至2025年5月间，巴夫勒尔境内共发生5次有记录的自然灾害，其中1次洪涝，2次海涌。

### 气候
巴夫勒尔在柯本气候分类法中属于温带海洋性气候（Cfb）。

## 行政区划
巴夫勒尔的市镇编号为50030，邮政编号为50760。
在行政管理方面，巴夫勒尔隶属于法国诺曼底大区芒什省瑟堡区；在地方选举方面，巴夫勒尔隶属于赛尔河谷县，其市镇范围全境被划入芒什省第四选区；在社会管理方面，巴夫勒尔是科唐坦城市圈公共社区的组成部分。
截至2025年6月，巴夫勒尔市镇范围内暂无任何安全优先街区及城市政策优先街区。
法国国家统计与经济研究所（简称“INSEE”）在进行数据统计时，未将巴夫勒尔划入任何城市核心区（Unité urbaine）及城市辐射区（Aire d'attraction）。此外，INSEE还将巴夫勒尔市镇整体看作一个“块区”（IRIS），以便于统计人口分布情况。

## 交通

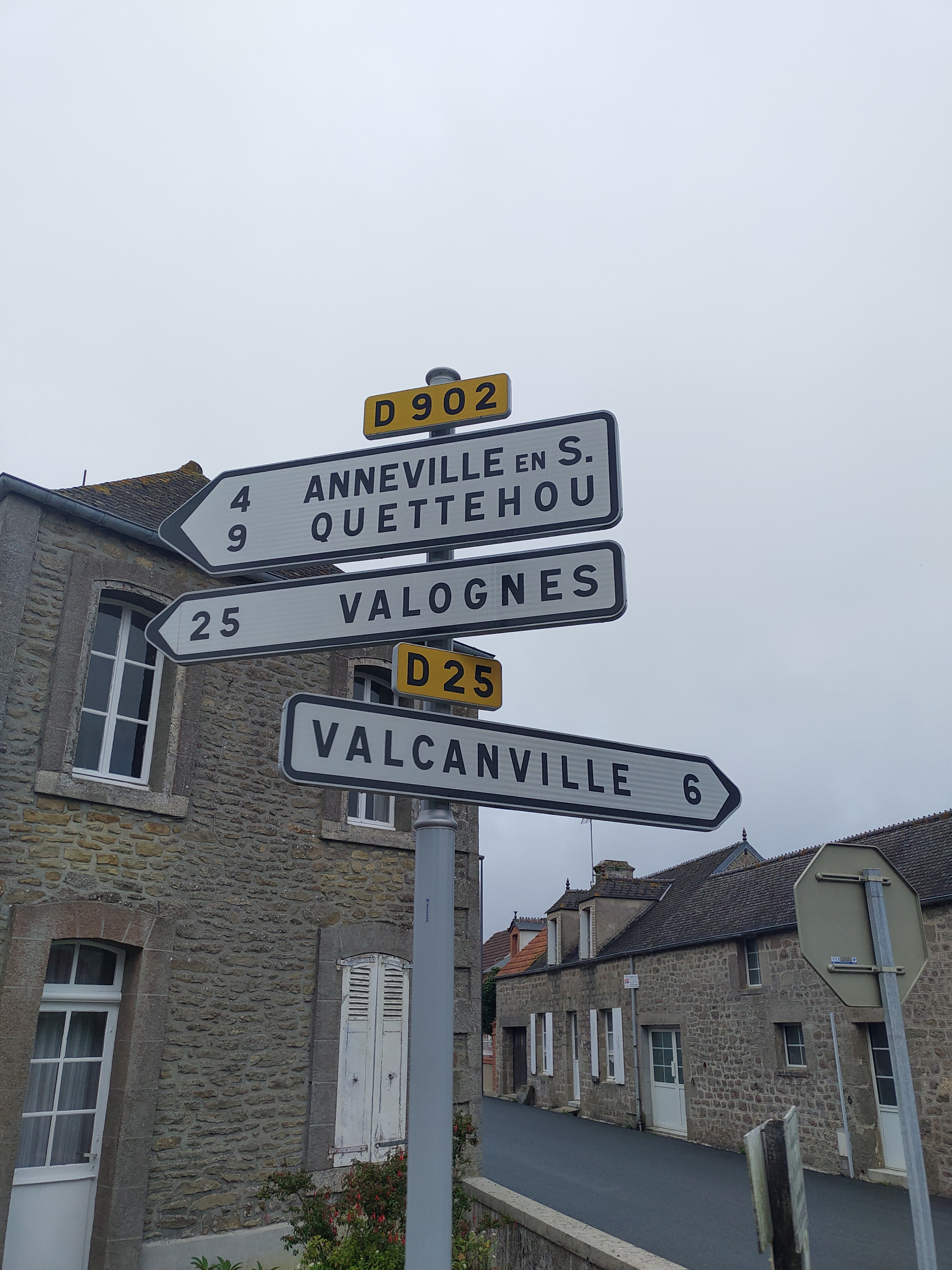
巴夫勒尔街头的路牌

### 公路
芒什省省道D1线、D25线、D116线、D155线、D901线和D902线在巴夫勒尔境内交汇。
2021年，36.8%的巴夫勒尔家庭拥有至少一辆私人汽车。2020年，巴夫勒尔境内共发生各类交通事故1起，造成1人重伤。
| 40 | 100 |

|  | 125 |

| 圣洛 | 76 |

| 瑟堡 | 30 |

### 铁路
距离巴夫勒尔最近的运营中的客运铁路车站为26公里外的瓦洛涅站，该站停靠往返于巴黎和瑟堡一线的区域列车。

### 航空
巴夫勒尔距离瑟堡机场的公路里程大约18公里。

### 城市公共交通
巴夫勒尔是科唐坦地区瑟堡城市公共交通（商业名称为“Cap Cotentin”，2021年8月以前为“Zaphir Bus”）的服务覆盖范围。截至2025年6月，该系统共包括三十条各类公交线路，其中公交C线和S5线经过巴夫勒尔市区。

## 政治
巴夫勒尔的现任市长为克里斯蒂亚娜·坦瑟兰女士（Christiane TINCELIN），她的党籍不详，自2024年4月起担任市长职务；其前任为米歇尔·莫热先生（Michel MAUGER），他是一名无党派人士，在2020年的市政选举中获得了100%的支持率（无其他候选人），他因健康原因而于2024年3月辞职。
在2022年的法国总统大选的第二轮选举中，法国第25任总统埃马纽埃尔·马克龙在巴夫勒尔获得了60.68%的支持率。

## 人口
2022年，巴夫勒尔市镇人口数量为545，在法国排名第15,567位。其中男性232人，女性314人，75岁及以上人口占28.0%，外籍人口数量为9人，人口密度为908人/平方公里，当地居民被称为（男性）或（女性）。2015至2021年间，巴夫勒尔的人口增长率为–1.0%。2022年，巴夫勒尔境内出生0人，死亡人口34人。
| 巴夫勒尔1901年－2022年人口变化情况 |
|                                    |
| 数据来源：Cassini、INSEE           |

## 经济
INSEE于2020年将巴夫勒尔划入科唐坦地区瑟堡就业区（Zone d'emploi de Cherbourg-en-Cotentin），并又于2022年将其划入瓦洛涅生活区（Bassin de vie de Valogne）。截至2024年底，巴夫勒尔市镇范围内共有各类用人单位（包含自雇）137家，比上一年同期新增4家；（传统餐饮）和（海产品批发）是当地2023年已公布营业额最高的两个企业，分别为662,586欧元和353,566欧元。

## 财政与居民收入
2023年，巴夫勒尔的财政收入总额为705,280欧元，财政支出总额为506,870欧元，当年的债务总额为410,870欧元。2023年，巴夫勒尔市镇通过增值税获得28,350欧元的收入，此外当地还共获得了175,700欧元的国家直接财政补助。
| 巴夫勒尔居民收入情况                                                                               | 巴夫勒尔居民收入情况 | 巴夫勒尔居民收入情况 | 巴夫勒尔居民收入情况 |
| 内容                                                                                               | 巴夫勒尔             | 芒什省               | 法國                 |
| -------------------------------------------------------------------------------------------------- | -------------------- | -------------------- | -------------------- |
| 居民平均时薪                                                                                       | 不详                 | 14.8欧元（2022年）   | 17欧元（2022年）     |
| 高级职员人均时薪                                                                                   | 不详                 | 25.2欧元（2022年）   | 29.1欧元（2022年）   |
| 中级职员人均时薪                                                                                   | 不详                 | 16.1欧元（2022年）   | 16.6欧元（2022年）   |
| 普通职员人均时薪                                                                                   | 不详                 | 11.6欧元（2022年）   | 12.1欧元（2022年）   |
| 工人人均时薪                                                                                       | 不详                 | 12.7欧元（2022年）   | 12.5欧元（2022年）   |
| 贫困率                                                                                             | 不详                 | 11.7%（2021年）      | 14.5%（2021年）      |
| 青壮年（15至64岁）失业率                                                                           | 14.6%（2021年）      | 9%（2021年）         | 10.4%（2021年）      |
| 家庭总数                                                                                           | 292（2022年）        | 382（2022年）        | 1,160（2022年）      |
| 征税家庭数量占比                                                                                   | 37.2%（2023年）      | 49.1%（2022年）      | 44.8%（2022年）      |
| 家庭年均纳税                                                                                       | 2,437欧元（2023年）  | 2,416欧元（2022年）  | 4,481欧元（2022年）  |
| *注：INSEE未公布2,000人口以下市镇的部分经济数据。 资料来源：INSEE、L'Internaute、Le Journal du Net |                      |                      |                      |

## 社会事务

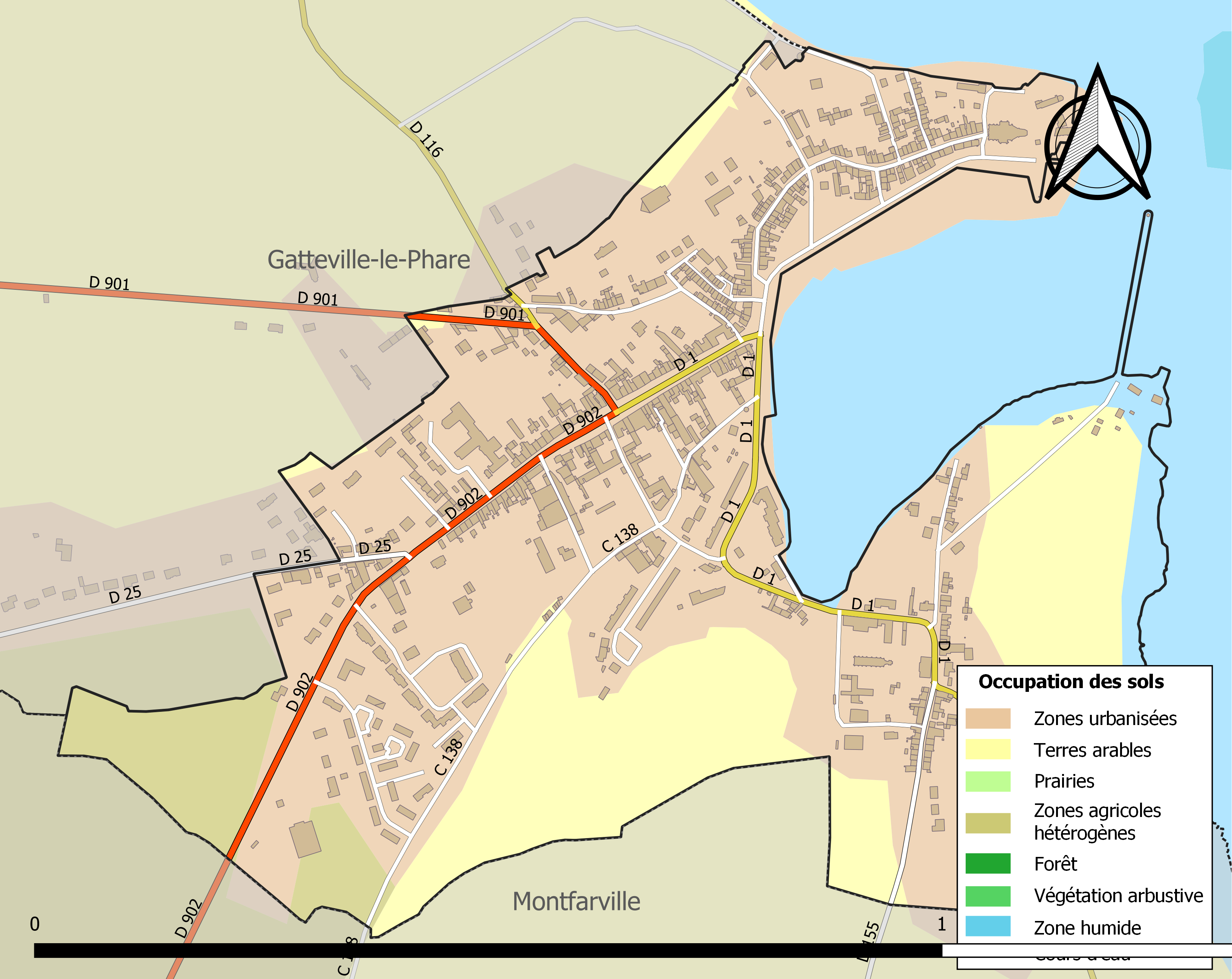
巴夫勒尔土地利用情况地图

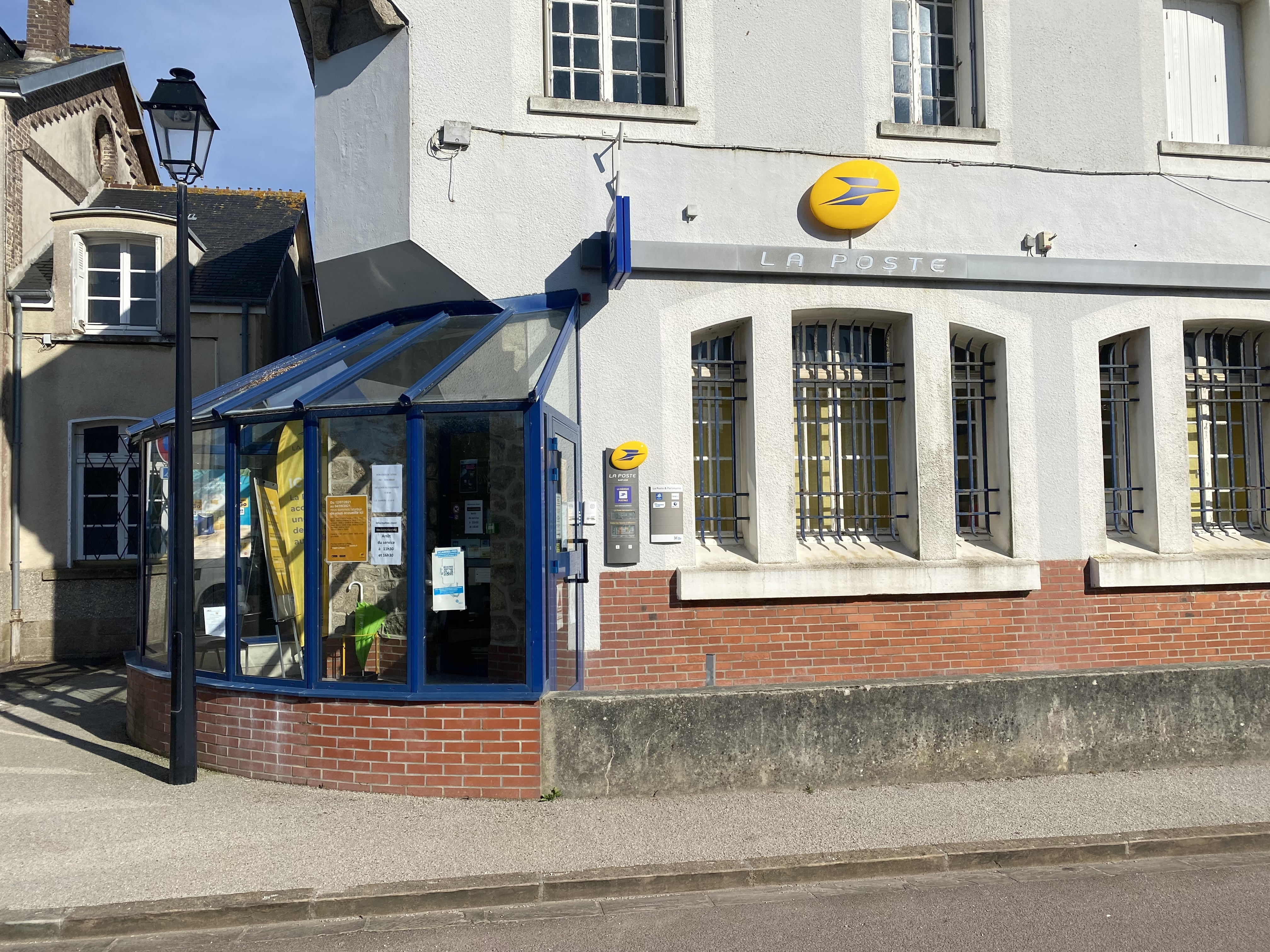
邮政局

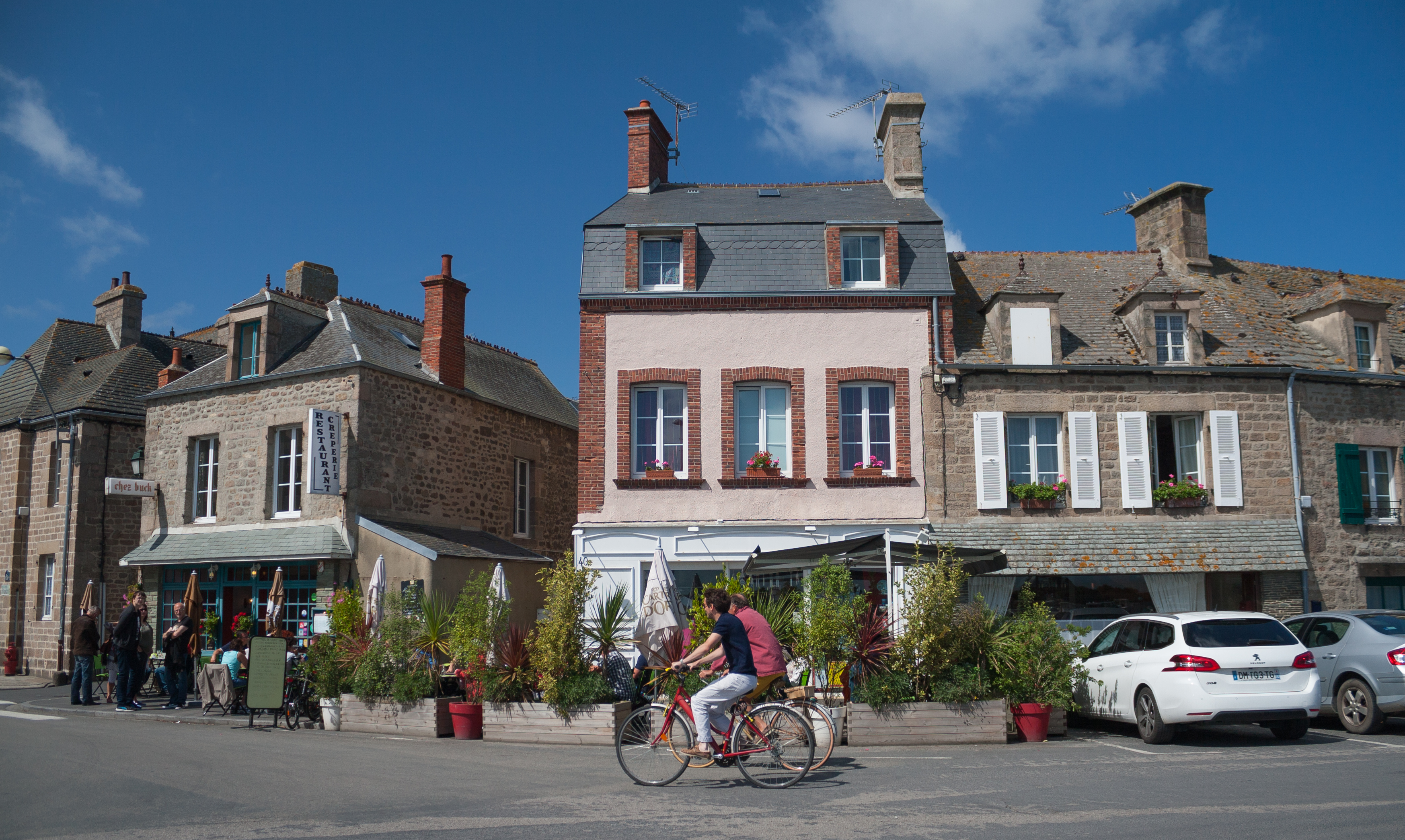
镇中心传统建筑

### 教育
巴夫勒尔属于诺曼底学区。截至2023年1月1日，巴夫勒尔境内共有1所小学。

### 医疗
截至2023年1月1日，巴夫勒尔境内共有全科医生1名、保健师1名、护士4名、药房1家、养老院1家。
距离巴夫勒尔最近的区域性医疗机构为科唐坦公共中心医院，其主病区医院位于科唐坦地区瑟堡市区，距离巴夫勒尔市区的正常车程大约31分钟，该院设有床位441个，是瑟堡区内规模最大的公立综合性医院。

### 住房
2021年，巴夫勒尔境内共有各类住房622套，其中80.7%为独立式住宅，18.8%为集中式住宅。常住房屋占巴夫勒尔市镇范围内居民建筑总量的46.6%。2023年，巴夫勒尔的居住税率为13.33%，不动产税率为44.59%（其中空置土地的不动产税率为38.49%）。
在住房保障政策方面，2023年，巴夫勒尔境内共有85户家庭获得了家庭津贴补助，受益人数占总人口数量的15.6%，其中0份为房租补助。

### 商业
2021年，巴夫勒尔境内共有各类实体商铺22家，其中餐厅6家、大型超市1家、面包房2家、书店1家、美容美发店4家。巴夫勒尔镇中心西南部建有一家家乐福超市。

### 体育
2021年，巴夫勒尔境内暂无任何体育设施。
截至2025年6月，巴夫勒尔体育俱乐部（Club Sportif de Barfleur，编号551786）是巴夫勒尔境内唯一的一家注册足球俱乐部，其主队2024至2025赛季参加芒什省足球联赛丙组（法国第十一级别），其主场为位于加特维尔勒法尔境内的路易·德布里球场（Stade Louis-Debrix）。

### 环境
巴夫勒尔的环境事务由其所属的科唐坦城市圈公共社区联合各级政府协调负责。2021年，巴夫勒尔境内暂无污染企业。

### 治安
2024年，巴夫勒尔市镇范围内累计记录各类案件30起，其中盗窃类案件6起，人身侵犯类案件6起，毒品交易类案件3起。

## 文化

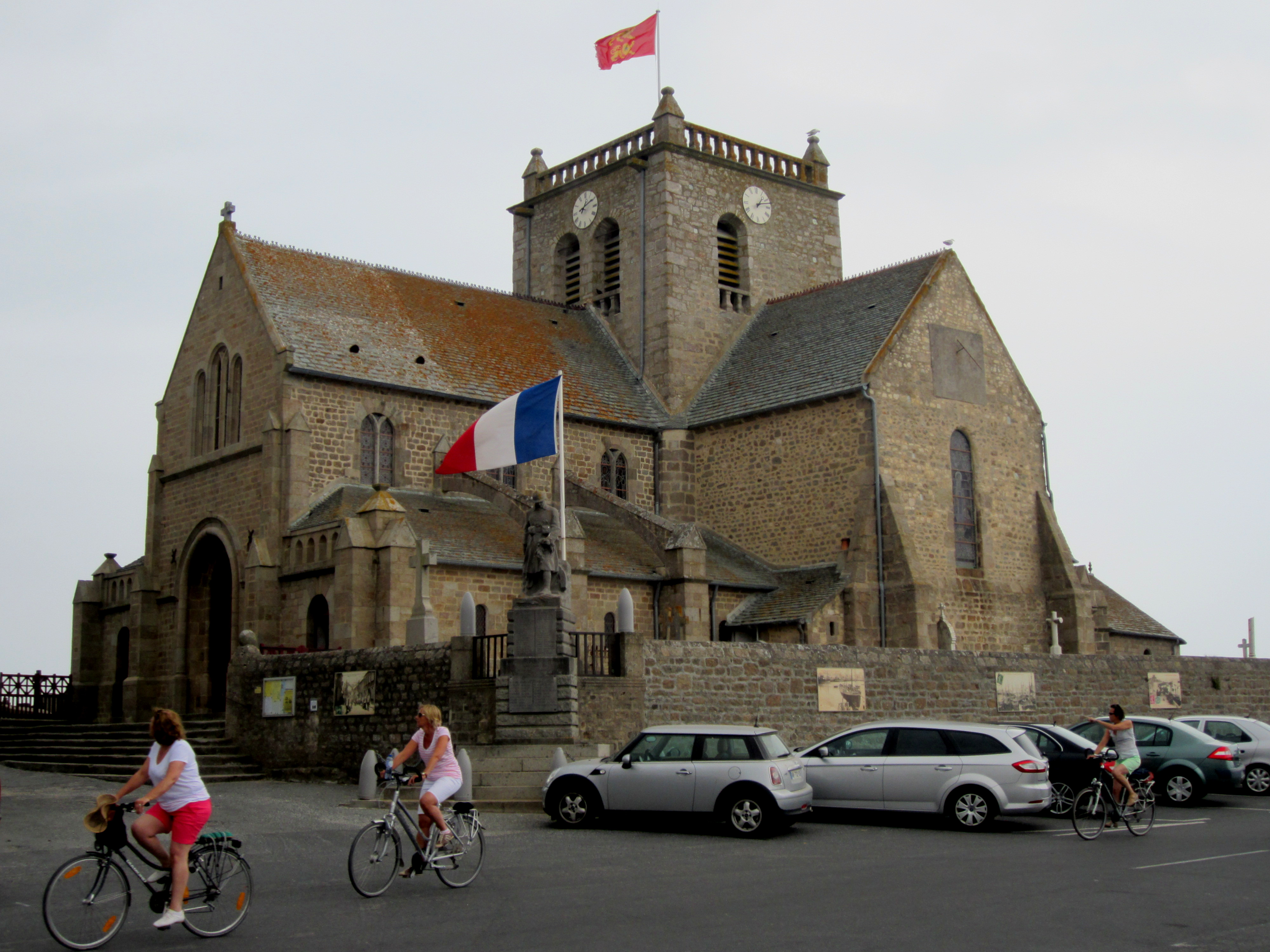
圣尼古拉教堂

2021年，巴夫勒尔境内暂无任何文化设施。巴夫勒尔境内建有市政图书馆（Bibliothèque municipale），每周一、三、五、六向公众开放。

### 建筑
截至2025年6月，巴夫勒尔境内共有3处建筑被列入法国国家文物保护单位，为圣尼古拉教堂、陵园十字架和一处二战时期美军修建的军事设施遗址。

### 旅游
巴夫勒尔的旅游事务由其所属的科唐坦城市圈公共社区联合各级政府协调负责。2024年，巴夫勒尔境内共有2个露营地，可容纳共221辆露营车。

### 媒体
法国主要的媒体均可在巴夫勒尔接收，法国电视三台下属的诺曼底大区频道在部分时段播出巴夫勒尔所在芒什省的地方新闻。Ici卡昂诺曼底广播、《芒什省日报》、《芒什省自由报》等是当地主要的地方性媒体。

## 友好城市
截至2025年6月，巴夫勒尔共与一座城市建立了友好城市关系：
- 英格兰 莱姆里吉斯